# 高斅齡
高斅齡，山東沂水县人，清朝政治人物、进士出身。
嘉慶十六年，登进士，任登州府学教授。